# ウィリアム・サイモン

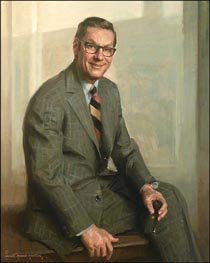
ウィリアム・サイモン

ウィリアム・エドワード・サイモン(William Edward Simon, 1927年11月27日 - 2000年6月3日)は、アメリカ合衆国の実業家。ニクソン政権下に、第63代財務長官に就任した。

## 経歴
サイモンはニュージャージー州パターソンで生まれる。父親は保険会社の代表取締役であった。彼はニューヨーク・アカデミーを卒業した後陸軍に入隊し、その後ペンシルベニア州イーストンのラファイエット大学から学士号 (B.A.) を得た。
彼は1952年にユニオン・セキュリティーズでその経歴を始める。ウィーデン・アンド・カンパニーの副社長を務めた後、ソロモン・ブラザーズの政府・地方債部門の代表となる。そこで彼は7人の執行委員会のメンバーだった。
1974年5月8日にニクソン大統領によって財務長官に指名される。ニクソンは8月に辞任するが、後任のフォード大統領は彼に財務長官に留任するように依頼する。
1976年にサイモンはエジプトのサーダート大統領からナイル勲章を受章している。1977年に彼はアレクサンダー・ハミルトン賞を受賞した。
サイモンは最初の妻キャロル・ジラード・サイモンが1995年に死去した後、トニア・ドネリーと再婚した。ウィリアム・サイモンとキャロルの間には7人の子供と22人の孫がいた。
サイモンは2000年6月3日にカリフォルニア州サンタバーバラで肺線維症のため死去した。彼の息子の一人、ビル・サイモンは2002年と2003年にカリフォルニア州知事選へ出馬している。
「悪い政治家をワシントンへ送り出すのは、投票しない善良な市民たちだ」という警句を残した。 